# Медаль «В память о войне 1914—1918» (Бельгия)
Медаль «В память о войне 1914—1918» (фр. Médaille commémorative de la guerre 1914–1918, нидерл. Oorlogsherinnerinsmedaille 1914–1918) — бельгийская памятная награда, учрежденной королевским указом от 21 июля 1919 года для военнослужащих Бельгии, участвовавших в Первой мировой войны. Награждённые также имели право на получение медали Победы.

## Описание награды

### Медаль

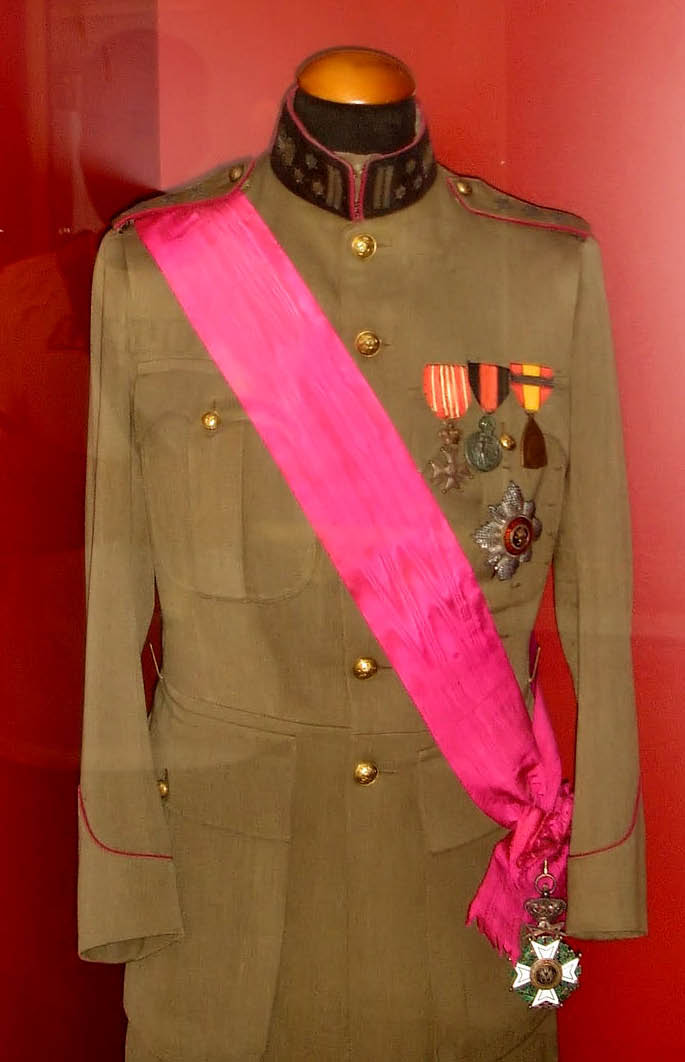
Униформа короля Альберта Первого с этой медалью

Бельгийская медаль «В память о войне 1914–1918 годов» была отчеканена из бронзы, имела высоту 47 мм и ширину 31 мм, треугольную форму и закруглённые стороны. На аверсе рельефный профиль солдата в каске в круглой выемке диаметром 29 мм, каска украшена лавровым венком. Между круглой выемкой и нижним левым углом медали рельефная год «1914», в правом нижнем углу рельефная — «1918». В верхней точке треугольника, над круглой выемкой, рельефные изображения свирепствующего льва с дубовой ветвью слева и лавровой ветвью справа. На реверсе сверху рельефное изображение короны в окружении таких же ветвей, как и лев на аверсе, под короной рельефная полукруглая надпись на французском языке в два ряда «1914–1918», «MEDAILLE COMMEMORATIVE / DE LA CAMPAGNE». Надпись повторяется на голландском языке под датами «HERDENKINGSMEDAILLE / VAN DEN VELDTOCHT».

### Лента

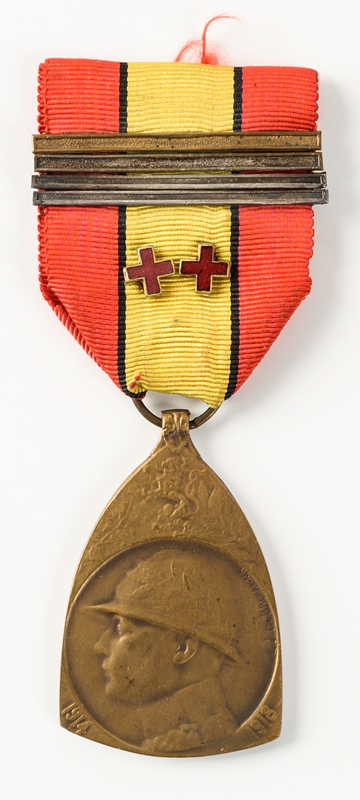
Пример медали с одной золотой полосой, тремя серебряными и двумя красными крестами

Медаль подвешивалась за кольцо через подвесную петлю к красной шелковой муаровой ленте шириной 39 мм с центральной желтой полосой шириной 11 мм, окаймленной черными полосами по 1 мм.
На ленте разрешалось носить несколько украшений-планок:
- Корона для добровольцев, позволявшая претендовать на получение отдельной медали;
- Серебряные планки: 1-я планка обозначает год нахождения на фронте, последующие отдельные серебряные планки обозначают каждый шестимесячный период сверх этого;
- Золотая планка, которую носят вместо пяти серебряных;
- Красный эмалевый крест за каждое ранение, полученное в бою;
- Морской якорь для моряков, также награждённых «Морским орденом»;
- Застежки «1916-R-1917» или «1916-R-1918» для служащих Экспедиционного корпуса в России.